# Château d'Ambras
 (janvier 2025).
Le château d'Ambras (Schloss Ambras) constitue un ensemble en style Renaissance et se situe au sud d'Innsbruck en Autriche.
Localisé dans les environs d'Innsbruck, l'histoire du château d'Ambras est liée à l'archiduc d'Autriche Ferdinand II.

## Histoire du château d'Ambras
La première forteresse à ce même emplacement fut construite par les comtes d'Andechs au Xe siècle, ad umbars (dans l'ombreux). En 1130, la forteresse fut détruite par Henri X de Bavière et la reconstruction prit plus de 150 ans. Après la mort du dernier comte d'Anches, Othon II, en 1248 et jusqu'en 1363, la forteresse appartint à la famille de Görz. Après un traité entre Margarete Maultasch et Rodolphe IV d'Autriche, le château ainsi que tout le Tyrol appartinrent aux Habsbourg.

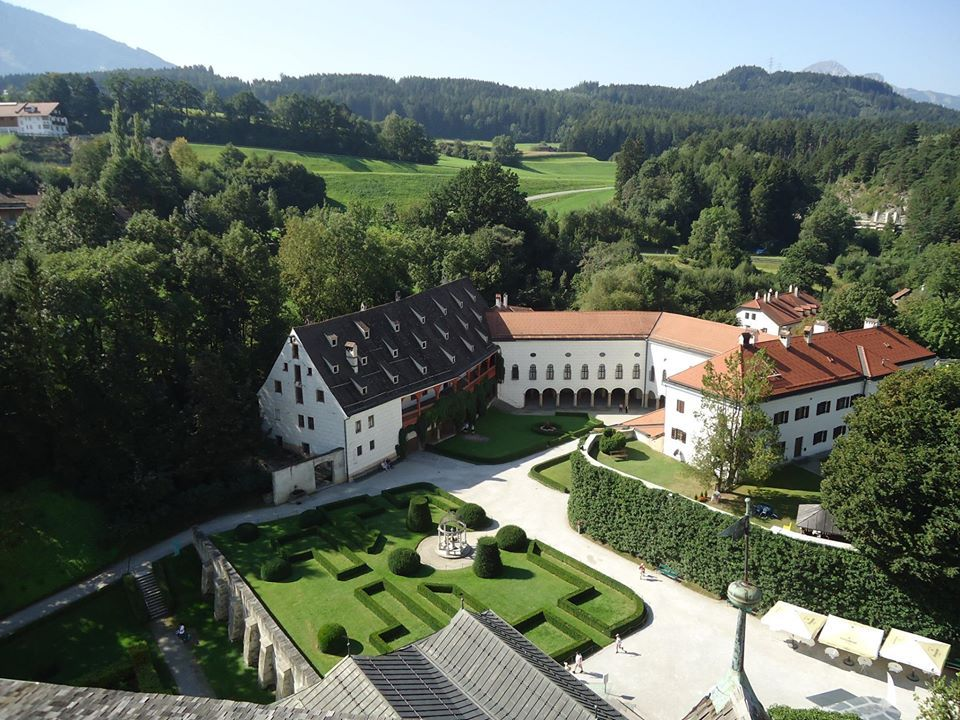
Le Château bas d'Ambras - le plus ancien musée du monde

En 1563, l'archiduc d'Autriche Ferdinand II nouveau comte du Tyrol décida de faire transformer cette ancienne forteresse médiévale en château de style Renaissance pour sa femme Philippine Welser.

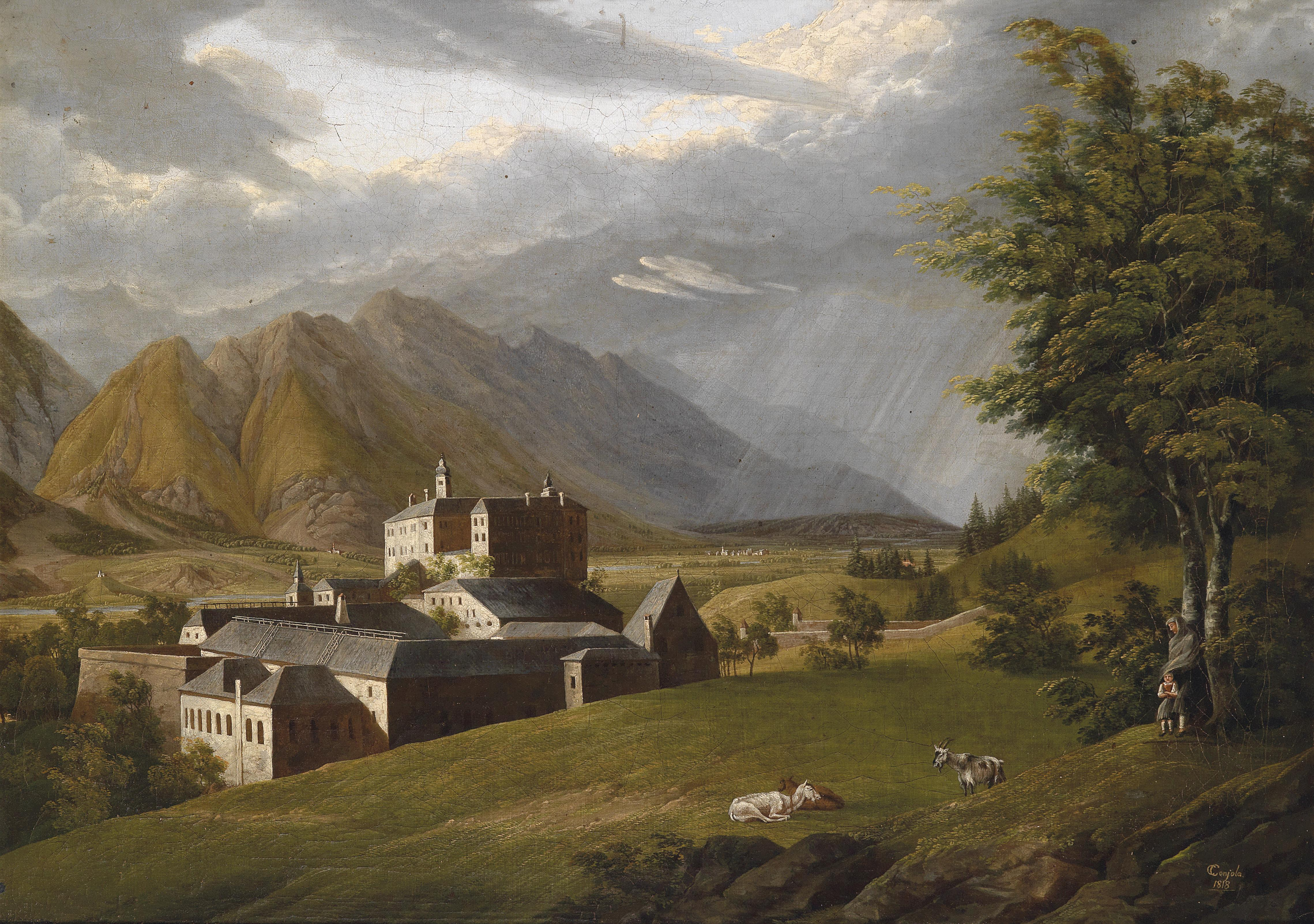
Peinture du Château d'Ambras en 1818 par Carl Conjola.

## Les collections d'Ambras et le musée d'histoire de l'art
L’archiduc Ferdinand II était un des collectionneurs les plus importants de la maison d'Autriche. À partir de 1570, Il fit construire son propre édifice muséal (le Château bas d'Ambras) pour abriter ses collections, célèbres dans le monde entier: Le château d’Ambras est par conséquent le plus ancien musée du monde. Le musée Schloss Ambras Innsbruck fait partie du Kunsthistorisches Museum de Vienne.
Les salles d’armes et d’armures réunissent des chefs-d’œuvre consacrés à l’art des harnois en Europe.

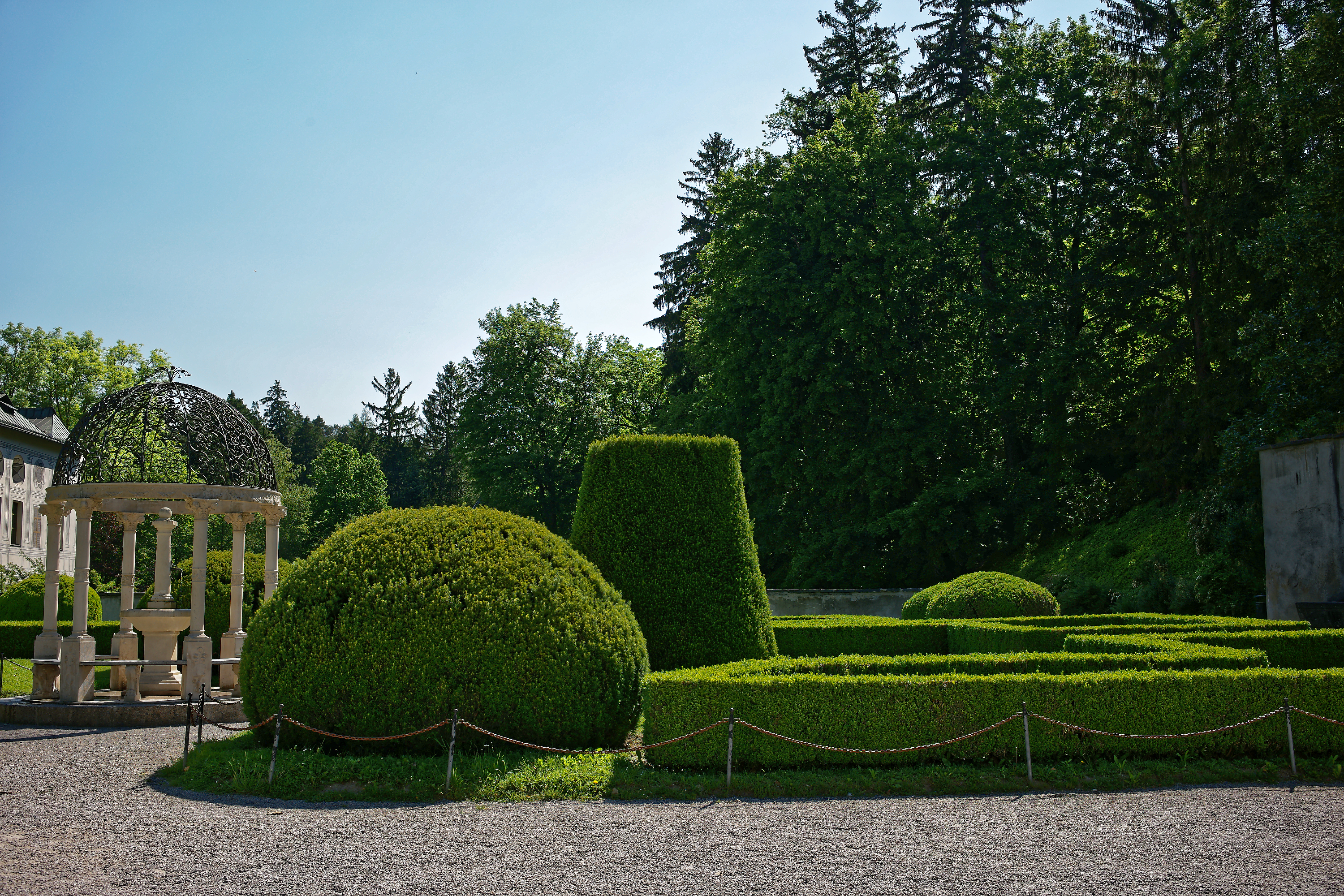
Parc du château d'Ambras

Le Cabinet d’art et de merveilles, le seul cabinet de la Renaissance conservé sur son site initial, est un témoignage historique incomparable.
Les manuscrits de la collection Ambras de l'archiduc Ferdinand II ont été inscrits sur le National Memory of the World Register de l'UNESCO en 2018. Presque tous les livres de la Bibliothèque de Ferdinand sont aujourd'hui gardés à la Bibliothèque nationale autrichienne; certains se trouvent au Kunsthistorisches Museum de Vienne, au Château d'Ambras et à la Bibliothèque universitaire et régionale du Tyrol à Innsbruck.
La Collection de verre Strasser regroupe de précieuses pièces en verre de la Renaissance et du Baroque, de qualité comparable à celle du Corning Museum of Glass.
Les œuvres de la Galerie des portraits des Habsbourg, répartie sur trois étages dans le Château haut, sont signées par des peintres célèbres, tels que Hans Burgkmair, Lucas Cranach le Jeune, Giuseppe Arcimboldo, Peter Paul Rubens, Diego Velázquez et bien d’autres encore.
La Collection de sculptures gothiques date de l'époque de l'empereur Maximilien Ier, l'arrière-grand-père de l'archiduc Ferdinand II. Les œuvres tyroliennes, influencées par la scène artistique de l'Allemagne du Sud, sont juxtaposées à des sculptures de Basse-Autriche. L'œuvre principale est l'imposant autel de Saint-Georges, commandé par Maximilien I et réalisé par Sebold Bocksdorfer.  
La Salle espagnole figure parmi les plus belles salles de la Renaissance.
Les fresques en grisaille décorent la Cour intérieure du château haut.
Les Salles de bain de Philippine Welser sont un joyau rarissime dans l’histoire culturelle. C'est la seule salle de bain ensemble du XVIe siècle entièrement conservée.

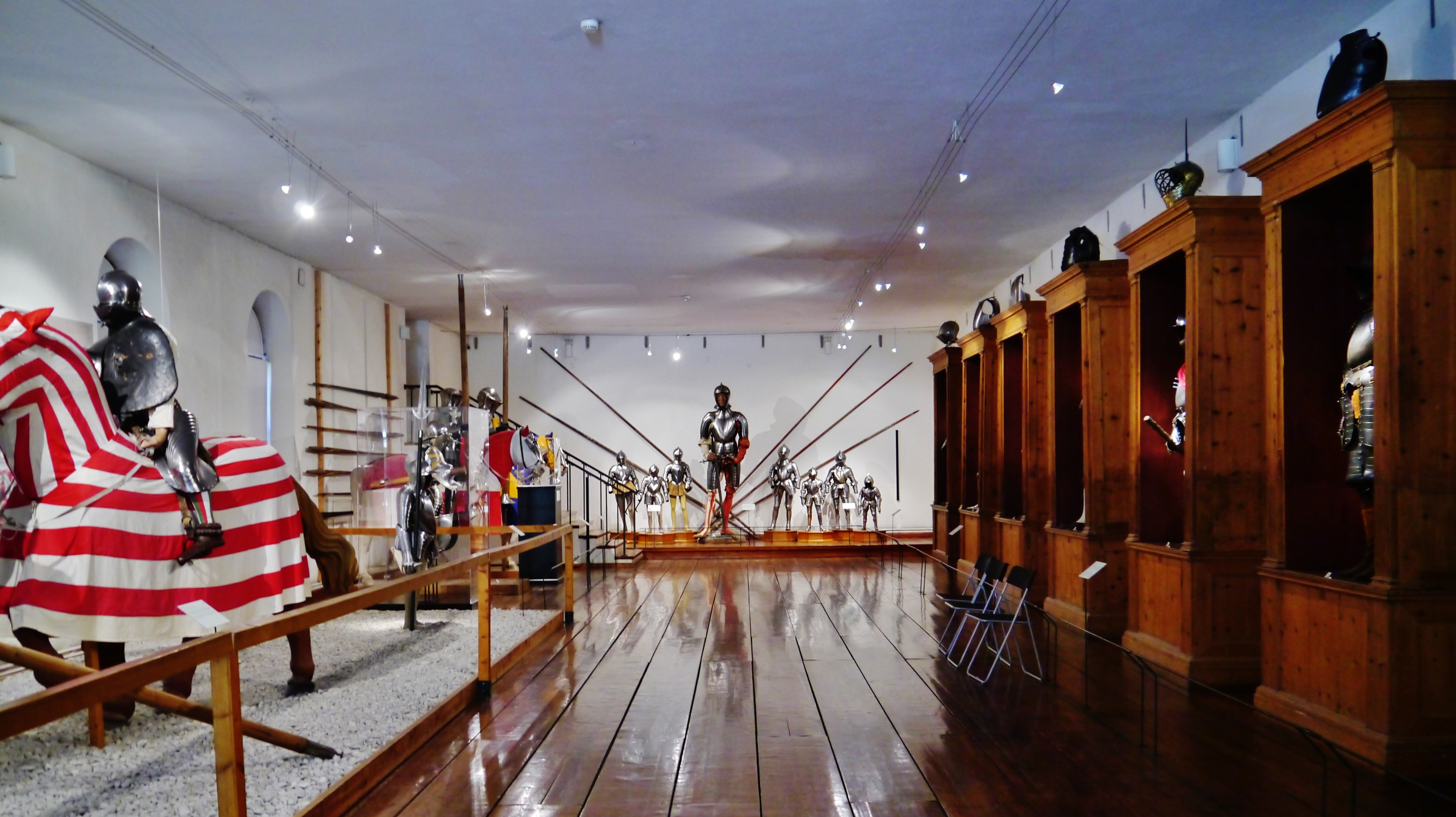
La première Salle d'armes et d'armures
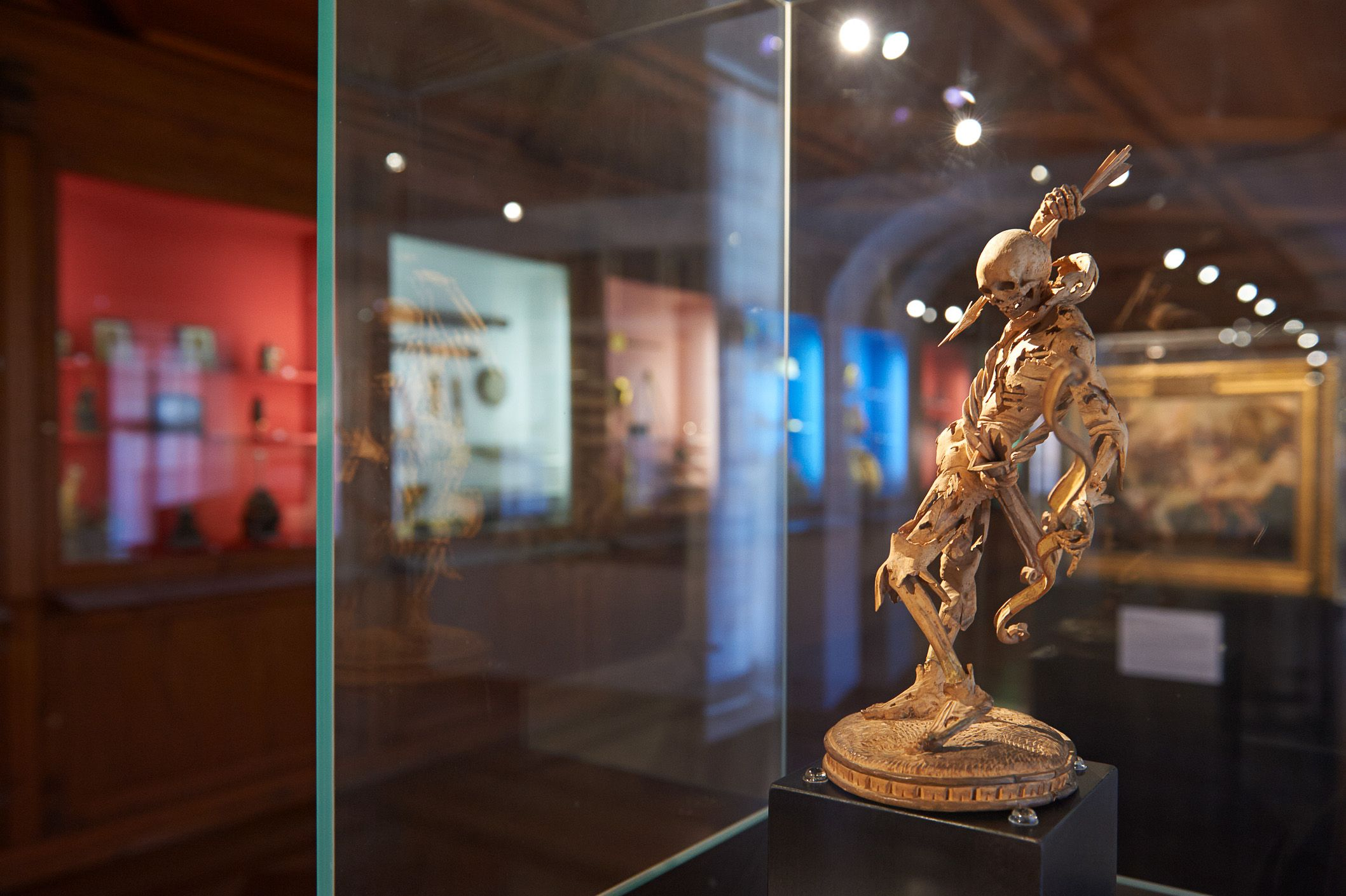
Le Cabinet d’art et de merveilles - le seul cabinet de la Renaissance conservé sur son site initial
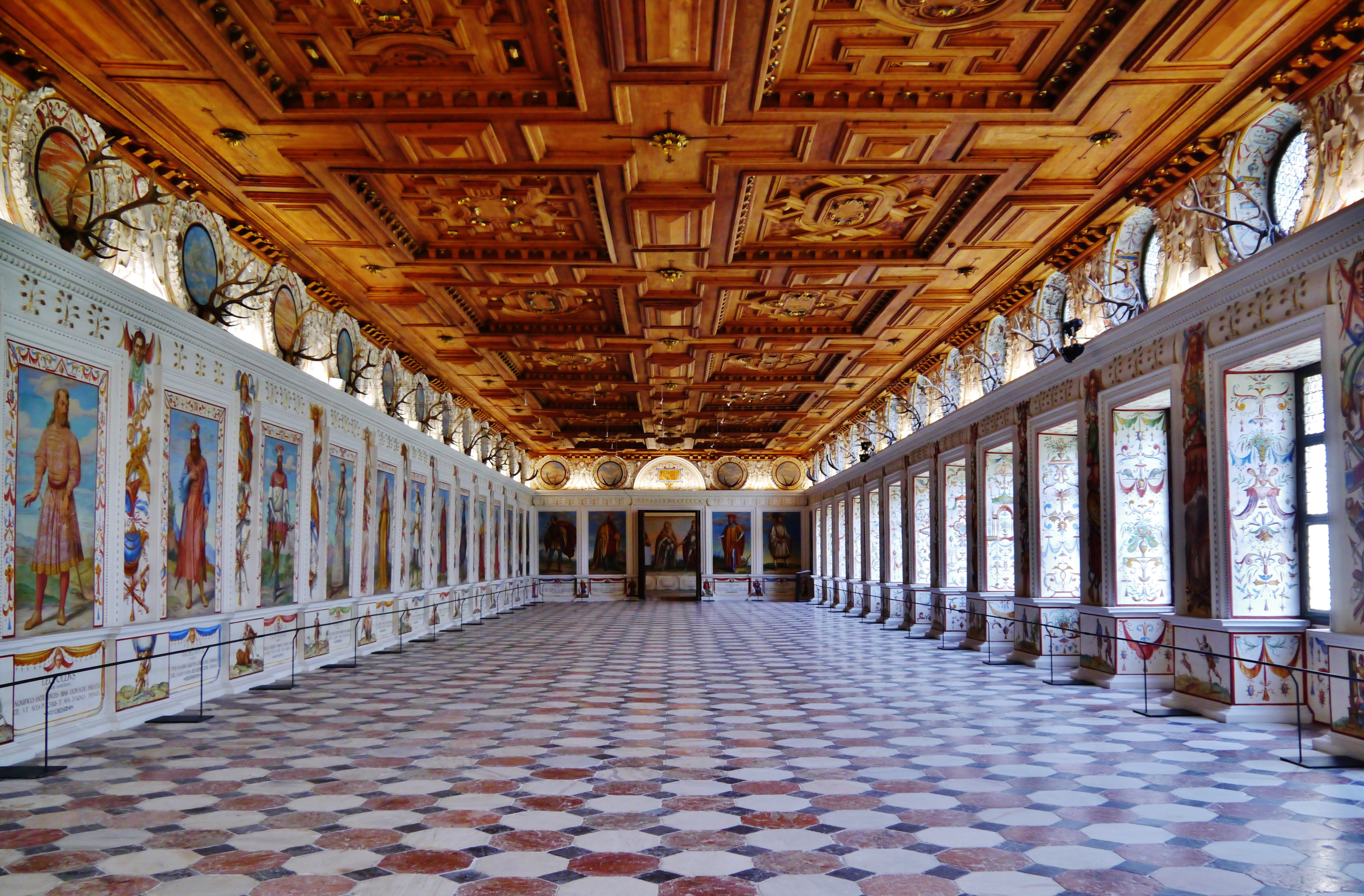
La Salle espagnole
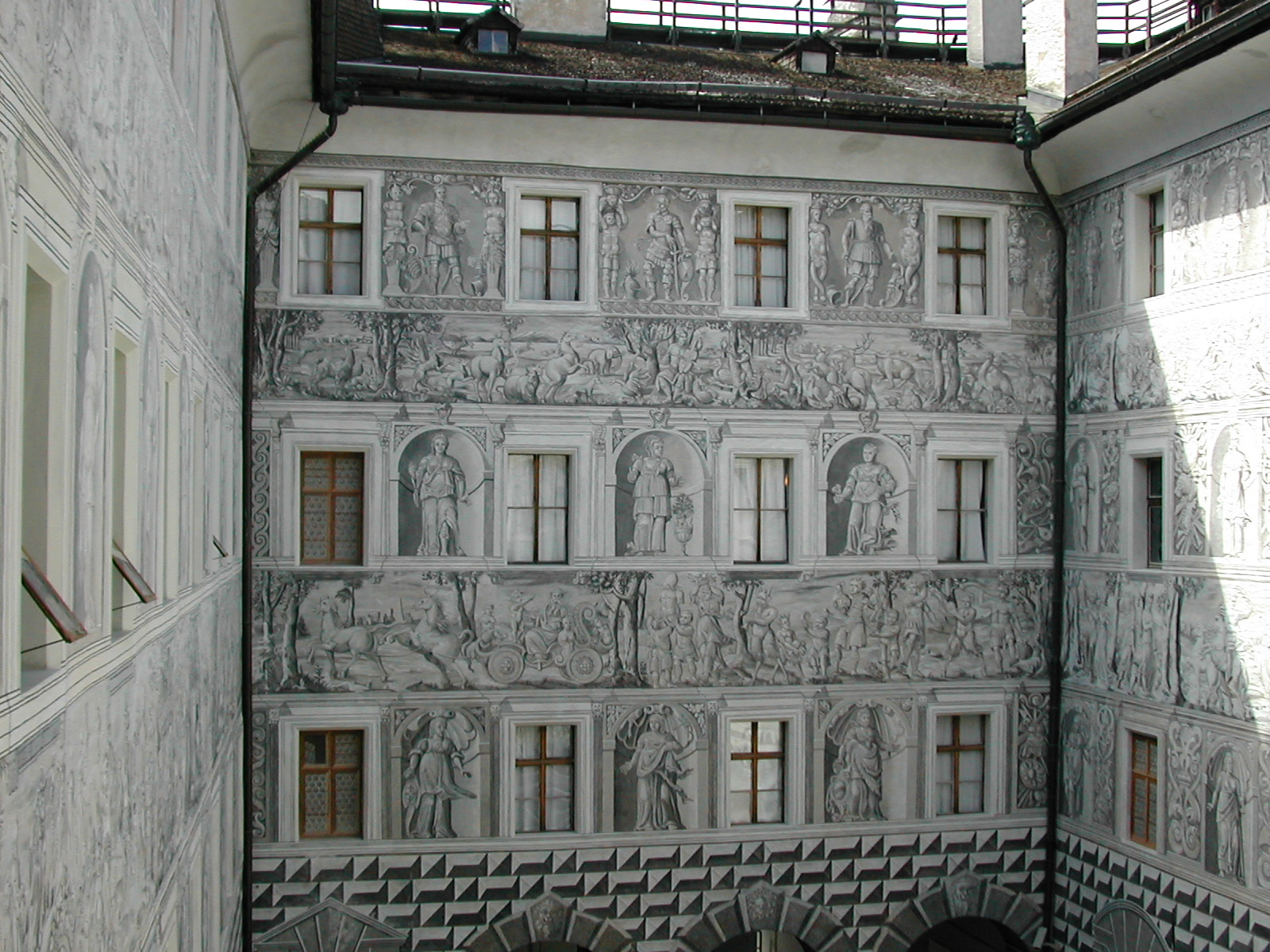
Le Cour intérieur
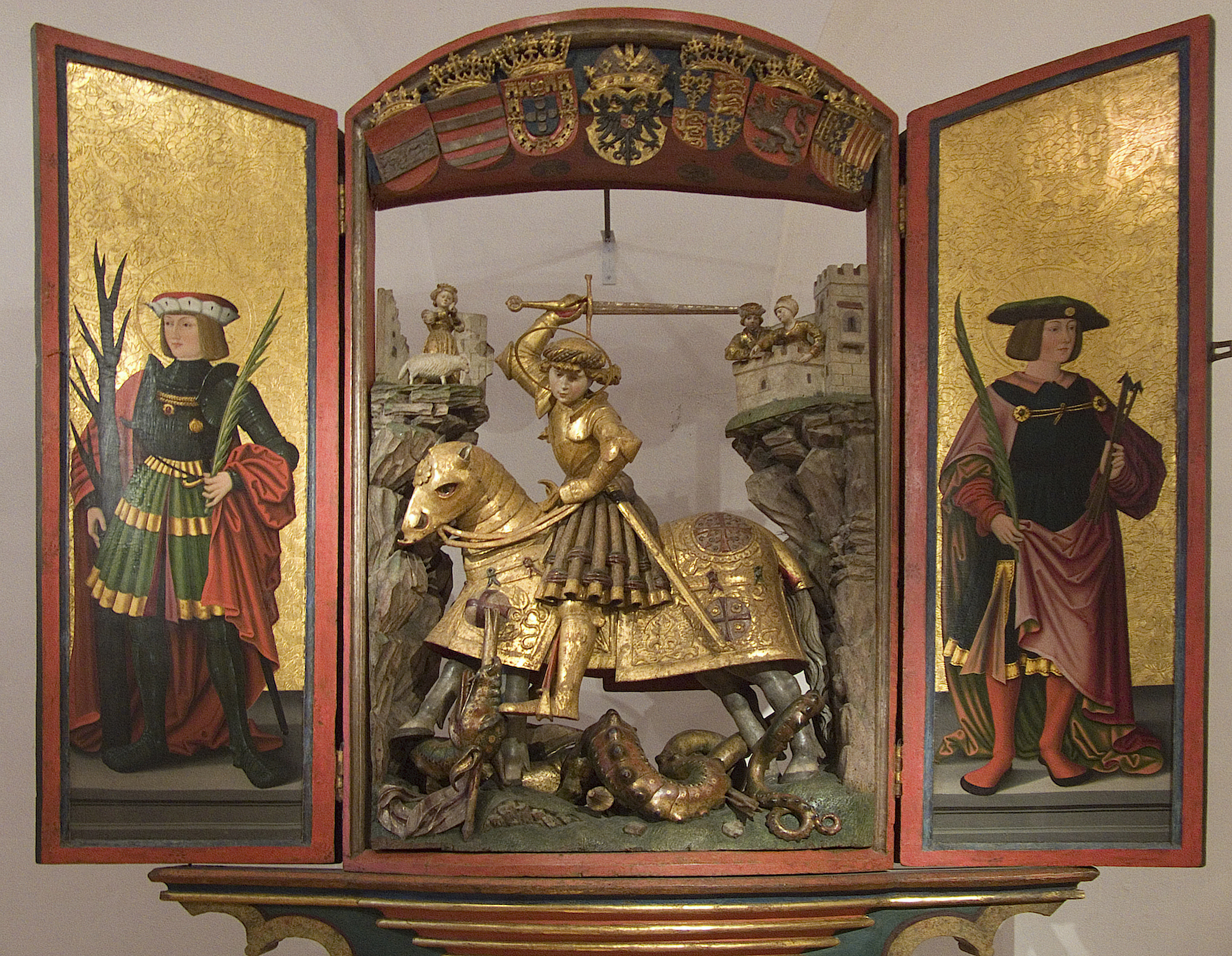
La Collection de sculptures gothiques
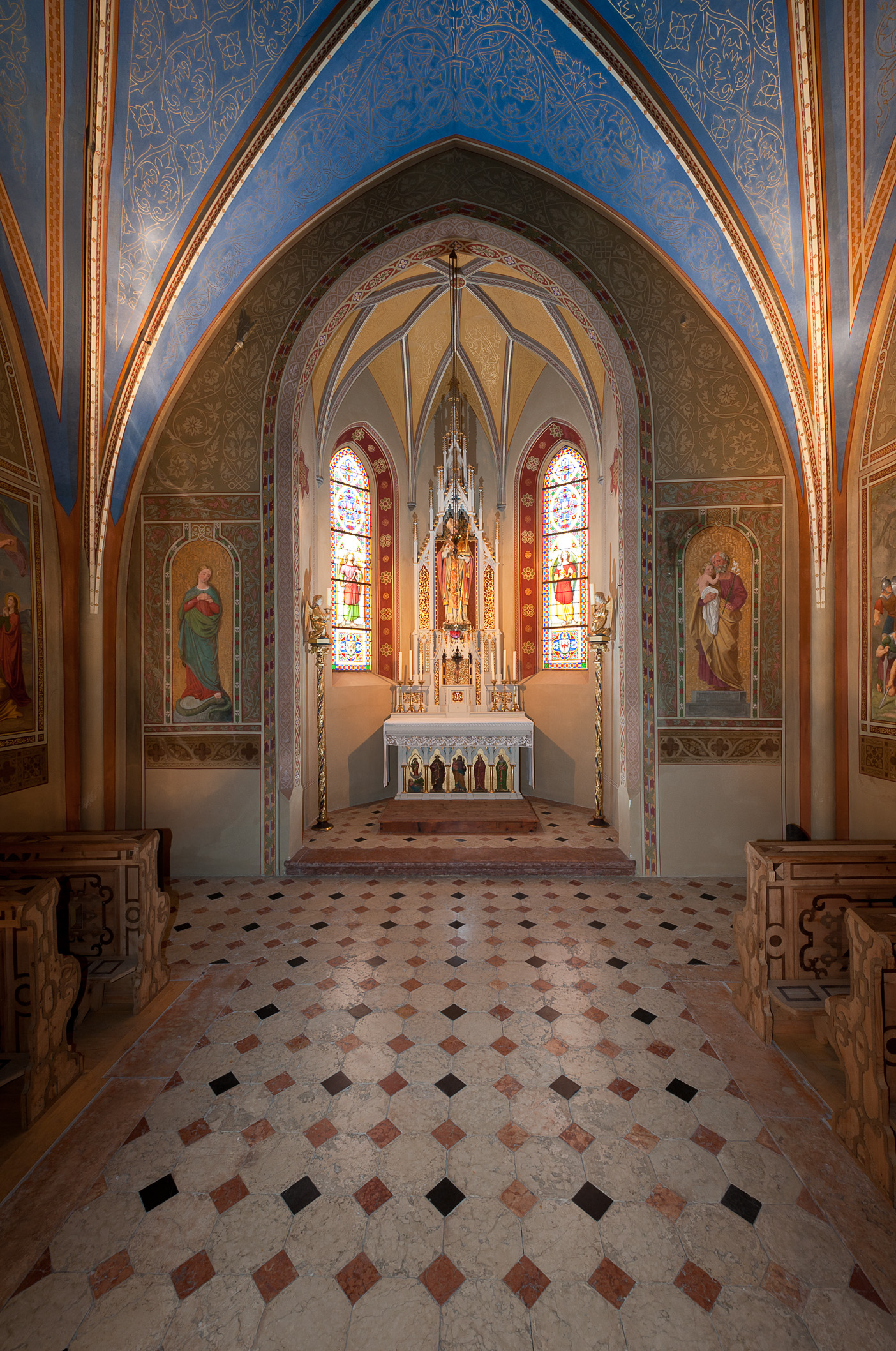
La Chapelle Saint-Nicholas
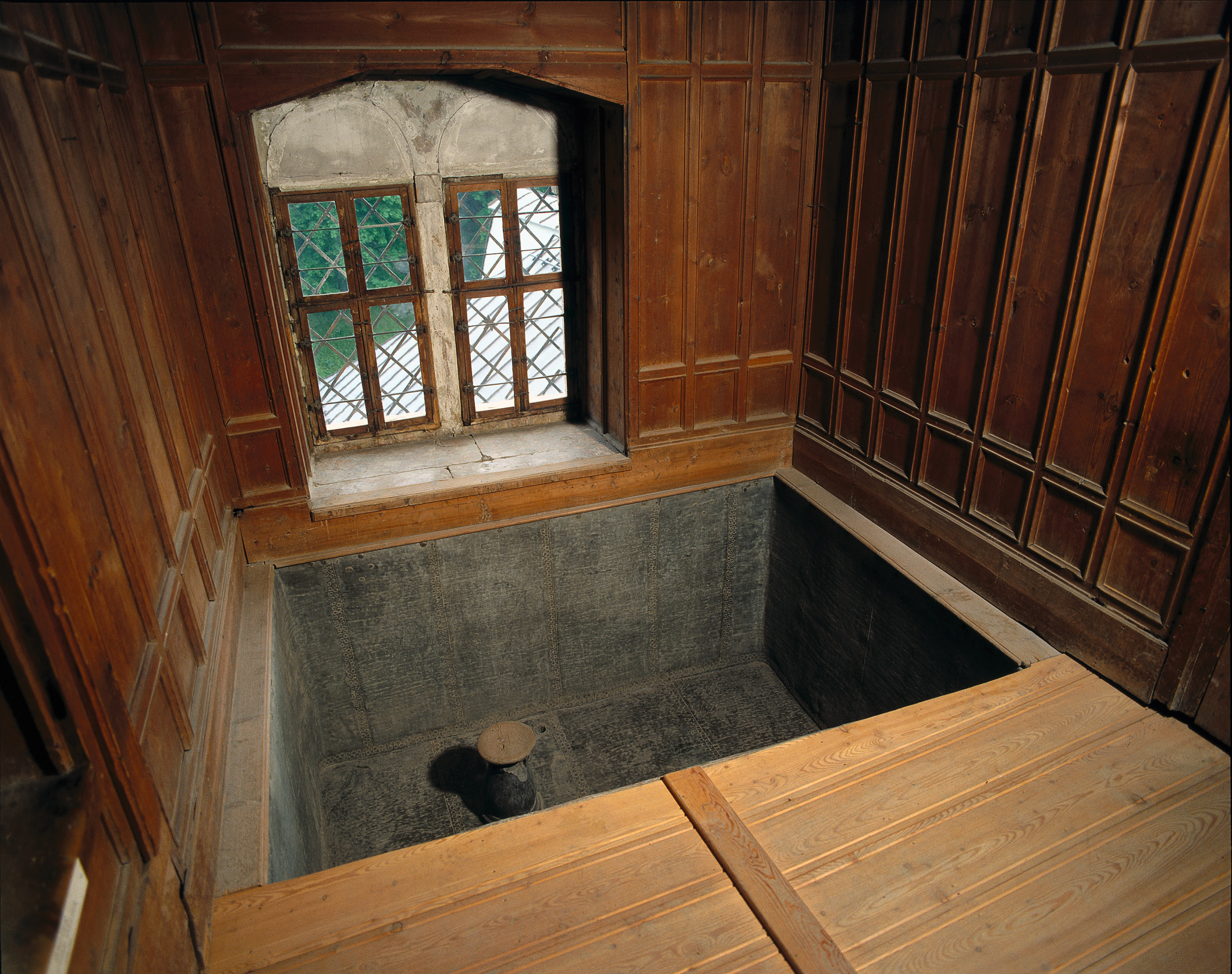
Les Salles de bain de Philippine Welser

## La pièce d'argent Château d'Ambras
En 2002, dans la série de pièces consacrée à l'Autriche et son peuple (Österreich und sein Volk), l'Autriche a frappé une pièce de collection en argent de dix euros dédiée au Château d'Ambras.